# ماسوملوکا
ماسوملوکا (به لاتین: Masomeloka) یک منطقهٔ مسکونی در ماداگاسکار است که در ماهانورو (بخش) واقع شده‌است.
 ماسوملوکا  ۲۷,۵۶۷ نفر جمعیت دارد.